# 乔治·莫斯科尼
乔治·莫斯科尼（George Richard Moscone）（1929年11月24日—1978年11月27日），生于美国旧金山，是一名美国律师和民主党政治人物，曾任加州州參議員、舊金山監督委員會成員及三藩市市長。

## 政治生涯
1976年1月起担任加州旧金山的市长。

## 遇刺身亡
在1978年下半年，舊金山監督委員會议员丹·怀特提出辞职，但辞职不久之后，怀特在其他人劝说之下，请求莫斯科尼再次将他任命为议员。不过莫斯科尼在考虑他身边自由派议员的意见之后，没有答应怀特的要求。
于是，1978年11月27日，怀特在旧金山市市政厅再次请求莫斯科尼将其重新任命为议员，但得到莫斯科尼的再次拒绝，因此，怀特掏出随身携带的手枪，将莫斯科尼杀害。然后怀特又前往当时议员长哈维·米尔克的办公室，将米尔克也杀害。
也曾當過警察的懷特最後決定自首，而他在隨後的謀殺罪審訊亦是「甜點抗辯」（Twinkie Defense）一詞的由來。最後陪審團將懷特原本的有預謀謀殺罪（Premeditated murder）改判為罪名較輕的蓄意誤殺罪（Voluntary Manslaughter），監禁刑期7年8個月。

## 後世
莫斯科尼埋葬在加州柯瑪（Colma）的聖十字架墳場（Holy Cross Cemetary）。他的墳墓常放著一面彩虹旗，於每年他的死忌（即11月27日）會換一幅新旗。
現在，因他生前多次與米爾克站在同一陣線，不少人都將他與米爾克一樣，當作同志平權運動的殉道者。有點奇怪的是，他生前的職位雖然比米爾克高，但死後卻不及米爾克出名。在LGBT社群中，莫斯科尼是被譽為同志偶像的。
三藩市有三個地方均以莫斯科尼命名，分別是該市最大型的會議中心莫斯科尼中心（Moscone Center）、一個位於濱海區（Marina District）的公園莫斯科尼康樂中心（Moscone Recreation Center）及喬治莫斯科尼小學（George Moscone Elementary）。

### 大眾文化
- 在葛斯·范·桑根據米爾克生平拍攝的傳記電影《夏菲米克的時代》中，莫斯科尼由維克多·賈博（Victor Garber）扮演。

## 外部連結
- 喬治·莫斯科尼的墳墓（页面存档备份，存于）